# Samuel Hirszhorn

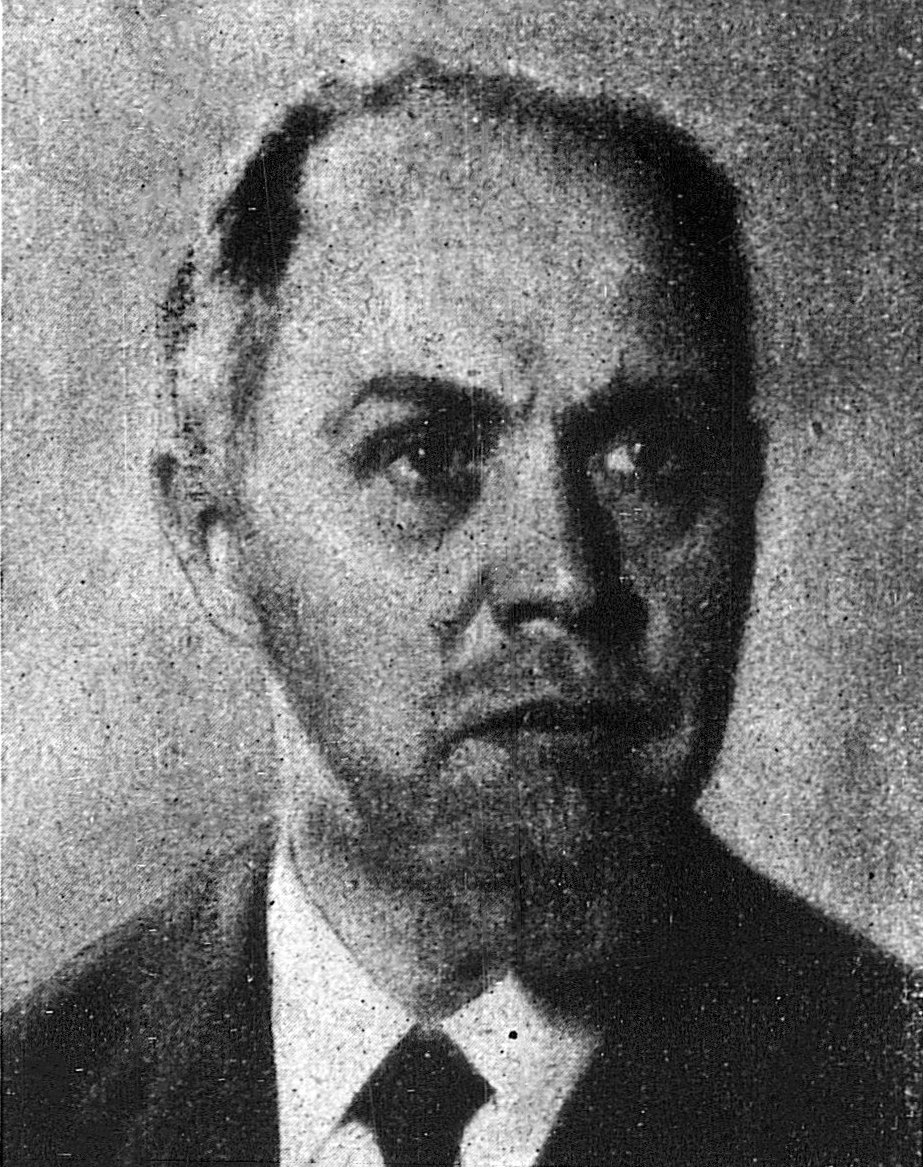
Samuel Hirszhorn (1933)

Samuel Hirszhorn (auch: Samuel Hirschhorn, geboren 1876 in Słonim, Gouvernement Grodno, Russisches Kaiserreich; gestorben 1942 in Warschau) war ein jüdischer polnischer Journalist.

## Leben
Hirszhorn wurde in eine wohlhabende Familie geboren. Er besuchte die polnische Handelsschule in Warschau. Er war als Journalist für verschiedene jüdische Zeitungen in Russisch-Polen tätig: Głos Żydowski, Moria(h), Nasz Kurier, Nasz Dziennik und die jiddischsprachigen Zeitungen Warszewer Tagebłat, Der Moment, Unzer Ekspres, Dos Fołk. Er begann seine literarische Tätigkeit mit satirischen Artikeln, Liedern und Übersetzungen. 1903 veröffentlichte er in Polnisch eine Broschüre Vegn Tsionizm über den Zionismus und 1906/07 war er ein Hauptmitarbeiter der Tageszeitung Głos Żydowski.
Nach der deutschen Besetzung Polens im Ersten Weltkrieg gehörte er mit Natan Szwalbe und Jakub Appenszlak zu den Herausgebern der kurzlebigen Wochenzeitung Opinja Żydowska, und nachdem diese der Kriegszensur zum Opfer fiel, der Głos Żydowski. Auch nach Kriegsende war er an verschiedenen, rasch wechselnden, Zeitungsprojekten beteiligt. 
Hirszhorn war 1916 neben Noach Pryłucki Mitgründer der Folkspartei und wurde mit ihm in den Warschauer Stadtrat gewählt. Er wurde 1919 in den Verfassunggebenden Sejm delegiert, der 1922 seine Arbeit beendete.
Hirszhorn gehörte nach 1923 zu den Redakteuren der polnischsprachigen jüdischen Zeitung Nasz Przegląd und war ihr politischer Leitartikler. Die Leitung der Zeitung lag vornehmlich in den Händen von Appenszlak. Hirszhorn begleitete die krisenhafte Entwicklung der polnischen Innenpolitik aus der Sicht der zionistischen Juden Polens, die gleichwohl ihre Integrationsbereitschaft in den polnischen Staat durch die Übernahme der polnischen Sprache und Nationalität dokumentierten.
Nach der Machtübergabe an die Nationalsozialisten in Deutschland 1933 prophezeite Hirszhorn, dass Hitler sich als erstes Opfer seiner Expansionspolitik Polen aussuchen würde, und hoffte auf eine gemeinsame Front in Polen. Der in Polen grassierende Antisemitismus wurde durch die 1936 neu gegründete Obóz Zjednoczenia Narodowego  (OZN auch Ozon) noch verschärft, als diese in Imitation der Nürnberger Gesetze forderte, dass auch in Polen die Juden ihre Bürgerrechte verlieren sollten. Das von Hirszhorn und Appenszlak in ihrer Zeitung propagierte Konzept der Jüdischen Polonität wurde damit einmal mehr in Frage gestellt.
Nach der deutschen Besetzung Polens 1939 wurde Hirszhorn im Warschauer Ghetto inhaftiert, wo er erneut versuchte, eine Zeitung zu installieren. Hirszhorn beging Suizid während der Massendeportationen aus dem Ghetto im August 1942. Sein Tagebuch ging verloren.
Hirszhorn schrieb selbst Gedichte in polnischer Sprache und übersetzte russische und französische Lyrik ins Polnische. Er gab eine Anthologie von Chaim Nachman Bialik und eine Sammlung von 60 jiddischen Lyrikern in polnischer Sprache heraus.

## Schriften
- Samuel Hirszhorn; Jerzy Huzarski; B Arndt: Co to jest syonizm : bezstronny przegląd ruchu syonistycznego. [Warszawa] : skł. gł. G. Centnerszwer, 1903
- Antologia poezji żydowskiej. Warszawa : Bracia Lewin-Epstein, 1921.
- Di gešichte fun juden in Poilen fun fier-jehrigen Seim biz der weltmilḥāmā 1788–1914. Warschau Lewin-Epstein 1923.
- Ignacy Schiper: Żydzi w Polsce odrodzonej : działalność społeczna, gospodarcza, oświatowa i kulturalna. Warszawa : Nakl. Wydawn. "Zydzi w Polsce Odrodzonej", 1932–33